# Solifluxió

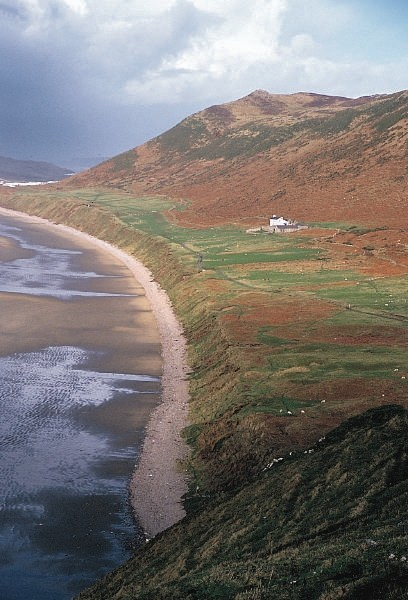
Terrassa de solifluxió, formada pel descens de material per un pendent i que ha estat tallat pel mar.

La solifluxió (f Geomorfologia, Hidrografia) moviment de descens, en un vessant, d'una massa de terreny que ha estat reblanit per l'aigua. L'augment de la quantitat d'aigua que ho fa possible pot procedir del desglaç (fenomen característic de les zones periglacials:gelifluxió), a la pluja, o a la fusió de les neus.
És un procés geomorfològic característic de zones de clima periglaciar (tot i que pot produir-se també en els tròpics), consistent en el desplaçament massiu i lent, per gravetat, de formacions argilenques o altres tipus de sòl sobre el permagel a causa de la plasticitat i fluïdesa adquirida quan aquests materials es saturen amb una gran quantitat d'aigua.
Com a procés geomorfològic, intervé especialment en el desenvolupament de vessants. A mig camí entre la reptació i el flux. Un moviment plàstic del sòl o regolita saturats d'aigua. A diferència de la reptació, la solifluxió sovint inclou grans blocs i desenvolupa majors velocitats de lliscament, des de 10 a 50 mm/any i fins a 10 vegades més. Les velocitats son molt variables al llarg del perfil (pendent) i el lliscament es pot produir fins i tot en pendents inferiors a 2º.
La solifluxió és pròpia dels sòls que han resultat alterats per l'acció recurrent de glaçades i per tant, les característiques originals del terreny sovint queden molt alterades.
En climes periglaciars, l'alternança de gel i desgel fa precipitar l'argila en forma de capes molt fines on resulta molt fàcil el lliscament. Aquest lliscament pot generalitzar-se a tota una muntanya vessant de pendent moderat (solifluxió laminar) o limitar-se a una part que, quan es desprèn, forma un nínxol de despreniment. En climes menys freds la solifluxió abasta menys extensió de terreny (lòbuls de solifluxió).
La definició inicial del terme corresponia al moviment de flux lent, pendent avall, d'una massa de sòl saturada d'aigua sobre un substrat estacional o permanentment glaçat (Anderson, 1906). La solifluxió ha estat definida com el moviment del sòl més comú a les zones periglacials (Lewkowicz,1988; French, 1996; Kinnard & LewKowicz, 2005 i Matthews et al, 2005).

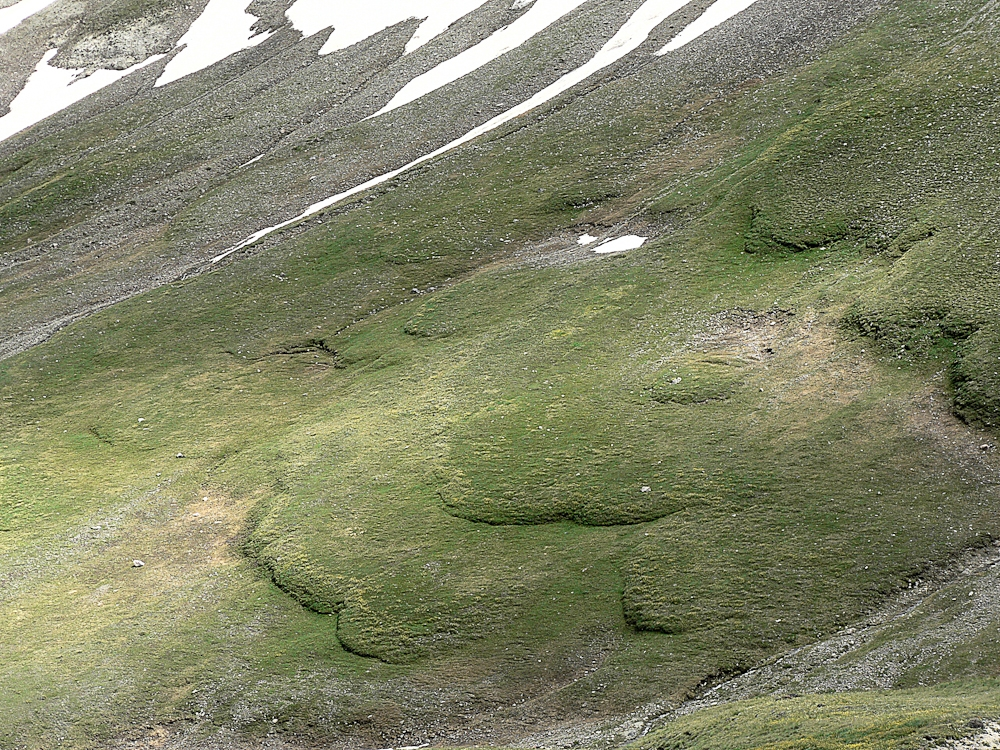
Efectes de la solifluxió. Wyoming (Estats Units d'Amèrica)

Recentment, Jackson (1997) entén la solifluxió com un flux de sòl de consistència viscosa que pot incorporar altres materials superficials sobresaturats i que pot assolir velocitats de 0,5 a 50 cm/any lliscant sobre un nivell de sòl glaçat.

## Formes en el terreny (relleu)
Els lòbuls i làmines de solifluxió són formes de relleu que contenen solcs en el pendent. En els lòbuls de solifluxió, els sediments formen una llengua característica a causa dels fluxos diferencials de baixada. En canvi, els sediments de la làmina de solifluxió es mouen de manera més o menys uniforme cap avall, resultant una forma d'erosió menys selectiva que els lòbuls.

## Gelifluxió
La gelifluxió es limita únicament al moviment del terreny per lliscament sobre un sòl glaçat (Washburn, 1979). Actualment es generalitza el terme solifluxió per als moviments de massa lents que es produeixen amb l'acció de gel-desgel (Ballantyne & Harris,1994; French, 1996).